# Gračac (Zadar)
Gračac (serbisch-kyrillisch Грачац) ist eine kleine Stadt im Süden der Region Lika in Kroatien. Sie liegt südlich von Udbina, nordwestlich von Obrovac und ca. 50 km südöstlich von Gospić. Gračac gehört zur Gespanschaft Zadar.

## Geografie
Gračac liegt inmitten der Ebene Gračačko Polje im unteren Flusslauf der Otuca und unweit der Karstanhöhe Gradine.

## Ortsname
Der Name Gračac leitet sich von gradina ab, was so viel wie „altes, verlassenes Schloss“ bedeutet.

## Bevölkerungsstruktur
Der Ort Gračac selbst hat 3063 Einwohner. Die Gemeinde hat 4690 Einwohner. Nach der Volkszählung von 2011 war der Anteil der:
- Kroaten 53,90 %
- Serben 45,16 %

Die Gemeinde besteht aus folgenden Ortschaften (naselja): Begluci, Brotnja, Bruvno, Cerovac, Dabašnica, Deringaj, Drenovac Osredački, Duboki Dol, Dugopolje, Glogovo, Grab, Gračac, Gubavčevo Polje, Kaldrma, Kijani, Kom, Kunovac Kupirovački, Kupirovo, Mazin, Nadvrelo, Neteka, Omsica, Osredci, Otrić, Palanka, Pribudić, Prljevo, Rastičevo, Rudopolje Bruvanjsko, Srb, Suvaja, Tiškovac Lički, Tomingaj, Velika Popina, Vučipolje, Zaklopac, Zrmanja, Zrmanja Vrelo.

## Sehenswürdigkeiten
In der Nähe der Stadt liegt der Gračacsee und die Karstanhöhe Gradine. Die Cerovac-Höhlen in der Nähe sind die größten erforschten Höhlen in Kroatien.

## Verkehr
Mehrmals pro Tag verkehren Bus und Bahn von Gračac aus Richtung Zagreb oder Knin. Die nächstgelegene Autobahnanschlussstelle ist Sveti Rok, etwa 20 km von Gračac entfernt.

## Persönlichkeiten
- Ilija Ivezić (1926–2016), Schauspieler